# طالب‌آباد (خاتم)
طالب‌آباد (خاتم)، روستایی از توابع بخش مرکزی شهرستان خاتم در استان یزد ایران است.

## جمعیت
این روستا در دهستان فتح‌آباد قرار دارد و براساس سرشماری مرکز آمار ایران در سال ۱۳۸۵، جمعیت آن ۵۱ نفر (۹خانوار) بوده‌است.